# Darcy Rose Byrnes
Darcy Rose Byrnes (Burbank, 4 de novembro de 1998) é uma atriz e cantora norte-americana.

## Biografia
Byrnes nasceu em Burbank, Califórnia. Como ela era muito jovem para ser uma estudante de graduação em tempo integral, ela se matriculou no programa Shakespeare de 8 semanas na Royal Academy of Dramatic Art em Londres.

## Filmografia
| Ano       | Título                                | Personagem        | Notas                                        |
| --------- | ------------------------------------- | ----------------- | -------------------------------------------- |
| 2000      | Singing Babies: Nursery Rhyme Time    | Baby              | Direto para o vídeo                          |
| 2003      | The Sparky Chronicles: The Map        | Daughter          | Direto para filme de vídeo                   |
| 2003–2008 | The Young and the Restless            | Abby Newman       | Elenco recorrente                            |
| 2005      | Without a Trace                       | Melissa (jovem)   | Episódio: "The Innocents"                    |
| 2005      | 1/4life                               | Little Sister     | Piloto de televisão não vendido              |
| 2007      | Cold Case                             | Abby Bradford     | Episódio: "A Dollar, a Dream"                |
| 2007      | Brothers & Sisters                    | Gwyneth           | Episódio: "Game Night"                       |
| 2007      | The Bold and the Beautiful            | Abby Newman       | 8 episódios                                  |
| 2007      | 1321 Clover                           | Tallulah          | Filme de televisão                           |
| 2007      | The Kidnapping                        | Hannah McKenzie   | Filme de televisão                           |
| 2008      | How I Met Your Mother                 | Lucy Zinman       | 5 episódios                                  |
| 2008      | Shark Swarm                           | Heather           | Filme de televisão                           |
| 2008–2009 | Dirty Sexy Money                      | Kiki George       | 3 episódios                                  |
| 2009      | Private Practice                      | Gracie Rousakis   | Episódio: "Homeward Bound"                   |
| 2009      | Medium                                | Phoebe Burnes     | Episódio: "A Taste of Her Own Medicine"      |
| 2009      | My Name Is Earl                       | Maddy             | Episódio: "Witch Lady", "Pinky"              |
| 2009      | House, M.D.                           | Marika Greenwald  | Episódio: "The Social Contract"              |
| 2009      | Ghost Whisperer                       | Drew Stanton      | Episódio: "Cursed"                           |
| 2010      | Healing Hands                         | Dawn              | Filme de televisão                           |
| 2010      | Amish Grace                           | Rebecca Knepp     | Filme de televisão                           |
| 2010      | The Land of the Astronauts            | Jennifer          | Filme de televisão                           |
| 2010–2012 | Desperate Housewives                  | Penny Scavo       | Também estrelando o papel (temporadas 7 e 8) |
| 2011      | A Thousand Words                      | Menina de 10 anos | Filme                                        |
| 2012–2014 | A Lenda de Korra                      | Ikki              | Função de voz                                |
| 2012      | Sofia the First: Once Upon a Princess | Princess Amber    | Função de voz; Filme de televisão            |
| 2013–2018 | Sofia the First                       | Princess Amber    | Função de voz                                |
| 2016      | Elena and the Secret of Avalor        | Princess Amber    | Voice role; Filme de televisão               |
| 2017–2020 | Spirit Riding Free                    | Maricela          | Função de voz                                |
| 2018      | Spider-Man: Into the Spider-Verse     | Vozes Adicionais  | Função de voz                                |
| 2021      | Big Shot                              | Harper            | 8 episódios                                  |